# My First Night Without You
«My First Night Without You» es una canción interpretada por la cantante y compositora estadounidense Cyndi Lauper, incluida en su tercer álbum de estudio A Night to Remember (1989). La compañía discográfica Epic Records la publicó el 6 de julio de 1989 como el segundo sencillo del álbum. Compuesta por Billy Steinber y Tom Kelly, producida por Lennie Petze y Lauper (quien también ayudó en la composición del tema).  Logró alcanzar el puesto número 62 en la lista del Billboard Hot 100 pero llegó al puesto 1 en Colombia y el número 2 en Brasil

## Letra
La balada habla de la primera noche en el hogar después de una ruptura sentimental. El videoclip también trata sobre el mismo tema y muestra a Lauper regresando a una habitación vacía después de un largo día de trabajo.

## Composición
La canción fue escrita por Lauper, Tom Kelly y Billy Steinberg . Los dos últimos también escribieron «True Colors» y «I Drove All Night».  
El lado lado B del sencillo es «Unabbreviated Love».

## Promoción
Para promocionar el sencillo durante el lanzamiento, se enviaron carteles promocionales a diferentes centros comerciales y tiendas de música donde se vendía.

## Video
El video, publicado en 1989, fue uno de los primeros emitidos con subtítulos para personas con discapacidad auditiva.

## Listas de ventas
| Lista (1989)                    | Posición máxima |
| ------------------------------- | --------------- |
| U.S. Billboard Hot 100          | 62              |
| Cash Box Top 100 Singles        | 55              |
| Australian ARIA Singles Chart   | 47              |
| Argentinean Singles Chart       | 14              |
| Chilean Singles Chart           | 12              |
| Colombian Singles Chart         | 1               |
| French Singles Chart            | 46              |
| German Singles Chart            | 16              |
| Irish Singles Chart             | 28              |
| New Zealand RIANZ Singles Chart | 14              |
| Brasil Hit Parade Brasil        | 2               |
| UK Singles Chart                | 53              |

- Datos: Q2028394